# Жјевр
Жјевр (фр. Gièvres) насеље је и општина у централној Француској у региону Центар (регион), у департману Лоар и Шер која припада префектури Роморантен Лантне.
По подацима из 2011. године у општини је живело 2361 становника, а густина насељености је износила 62,05 становника/km². Општина се простире на површини од 38,05 km². Налази се на средњој надморској висини од 95 метара (максималној 102 m, а минималној 72 m).

## Демографија
| 1962. | 1968. | 1975. | 1982. | 1990. | 1999. | 2011. |
| ----- | ----- | ----- | ----- | ----- | ----- | ----- |
| 1.216 | 1.254 | 1.534 | 1.666 | 1.767 | 1.999 | 2.361 |

График промене броја становника у току последњих година